# Na odstřel
Na odstřel (v anglickém originále State of Play) je americký filmový politický thriller z roku 2009 režírovaný Kevinem Macdonaldem. Snímek byl natočen podle stejnojmenné britské minisérie z roku 2003. Obsazení plnému zvučných jmen vévodí v hlavních rolích Russell Crowe, Ben Affleck a Rachel McAdams, ve vedlejších je pak doplnili například Hellen Mirren, Robin Wright, Jason Bateman či Jeff Daniels.
I podle samotného režiséra je film značně inspirován kriminálními filmy ze 70. let zabývající se politickými konspiracemi, korupcí a v neposlední řadě také vztahy mezi politiky a žurnalisty, jako například Všichni prezidentovi muži (1976).

## Děj
Příběh se odehrává ve Washingtonu D.C., kdy je začátkem filmu profesionálním zabijákem zastřelen pouliční zlodějíček Deshaun Stagg a smrtelně zraněn cyklista náhodně projíždějící kolem. Dalšího rána je za podezřelých okolností washingtonským metrem usmrcena asistentka a milenka kongresmana Stephena Collinse.
Protagonistou filmu je ostřílený reportér Cal McAffrey, který je nucen spolupracovat s ambiziózní mladou kolegyní Dellou Frye. Oba se tedy pouští do vlastního vyšetřování; Cal se soustředí na pouliční střelbu, zatímco Della se pokouší odhalit tajuplné okolnosti smrti kongresmanovy sekretářky. Investigace je nakonec zavede až do nejvyšších politických kruhů a mnohdy ohrozí jejich vlastní životy. Oba novináři jsou ovšem odhodláni přijít celému případu na kloub a v konečné všeodhalující reportáži uvědomit i veřejnost.

## Obsazení
| Russell Crowe  | Cal McAffrey             |
| Ben Affleck    | Stephen Collins          |
| Rachel McAdams | Della Frye               |
| Helen Mirren   | Cameron Lynne            |
| Robin Wright   | Anne Collins             |
| Harry Lennix   | detektiv Donald Bell     |
| Jason Bateman  | Dominic Foy              |
| Jeff Daniels   | George Fergus            |
| Viola Davis    | doktorka Judith Franklin |
| David Harbour  | zaměstnanec PointCorpu   |
| Maria Thayer   | Sonia Baker              |
| LaDell Preston | Deshaun Stagg            |

## Výroba
Již dlouho dopředu bylo známo, že v hlavní roli by se měl objevit Brad Pitt, dokud týden před začátkem natáčení projekt nečekaně neopustil. Russell Crowe roli ihned poté, co mu byla nabídnuta, nadšeně přijal, ačkoliv jeho velmi dlouhé vlasy, které si nechal narůst kvůli filmu Robin Hood (2010), musely být skryty maskéry. Roli Bena Afflecka měl původně ztvárnit Edward Norton, který byl ale kvůli nabitému programu také nahrazen. 
Natáčení probíhalo v Los Angeles a Washingtonu D.C., mimo jiné i na místech jako washingtonské metro či v komplexu budov Watergate.

## Přijetí
Přestože si film na sebe v kinech vydělal jen stěží, získal obecně pochvalné ohlasy od kritiků i diváků. Mnozí jej označili za inteligentní, dobře zahraný a překvapivý film, vzhledem k výrazné inspiraci svými žánrovými předchůdci ale také nepříliš originální.